# Puig del Llamp
El Puig del Llamp és una muntanya de 247 metres que es troba al municipi d'Olivella, a la comarca del Garraf.